# Carl Holm
Carl Leo Leegaard Holm (født 14. september 1927 i København, død 24. januar 2020 i Måløv) var en dansk fodboldspiller.
Carl Holm blev som 12-årig medlem af B.1903 og spillede i angrebet på førsteholdet i perioden 1946-1958. Han var med i den danske trup ved OL 1952 i Helsinki, men spillede ikke nogen af kampene. Han spillede tre A-landskampe; mod Holland i 1949, Skotland og Sverige i 1952, uden at score. Han spillede desuden to ungdomslandskampe samt en enkelt B-landskamp.